# Марк Антистий (народный трибун)
Марк Антистий (лат. Marcus Antistius; IV век до н. э.) — римский политический деятель, народный трибун 319 года до н. э. Известен благодаря единственному упоминанию у Тита Ливия: он предложил народному собранию предоставить сенату решать, как поступить с латинской колонией Сатрикула, которая восстала против Рима и заключила союз с самнитами.